# Lothar III của Thánh chế La Mã
Lothar II hay Lothar III (1075 – 4 tháng 12 năm 1137), còn được gọi là Lothar xứ Süpplingenburg (Lothar von Süpplingenburg), là Hoàng đế La Mã Thần thánh từ năm 1133 cho đến khi ông qua đời. Ông được bổ nhiệm làm Công tước xứ Sachsen vào năm 1106 và Vua của Đức vào năm 1125 trước khi lên ngôi hoàng đế ở Roma. Là con trai của bá tước Sachsen Gebhard xứ Supplinburg, triều đại của ông gặp nhiều biến động bởi hàng loạt những âm mưu của Hohenstaufen, Công tước Friedrich xứ Schwabia và Công tước Konrad xứ Franconia. Ông qua đời trên đường trở về sau một chiến dịch chống lại Vương quốc Sicily của người Norman.